# 迪安尼究奧林匹克體育場
迪安尼究奧林匹克體育場是位於塞內加爾達卡迪安尼究的綜合體育場，可舉行足球、橄欖球和田徑賽事。它是塞內加爾國家足球隊的主場。體育場可容納50,000 人。2026年夏季青年奧林匹克運動會開幕典禮將於此舉行。